# Nowy Snów
Nowy Snów, Snów Nowy (biał. Новы Сноў) – wieś na Białorusi, w obwodzie mińskim, w rejonie nieświeskim, w sielsowiecie Snów. Miejscowość położona jest o 1 km na południe od Snowa.

## Historia
W dwudziestoleciu międzywojennym leżał w Polsce, w województwie nowogródzkim, w powiecie nieświeskim, w gminie Snów. W 1921 miejscowość liczyła 215 mieszkańców, zamieszkałych w 37 budynkach, w tym 204 Białorusinów i 11 Polaków. 203 mieszkańców było wyznania prawosławnego i 12 rzymskokatolickiego.
Po II wojnie światowej w granicach Związku Sowieckiego. Od 1991 w niepodległej Białorusi.